# Stångjärn

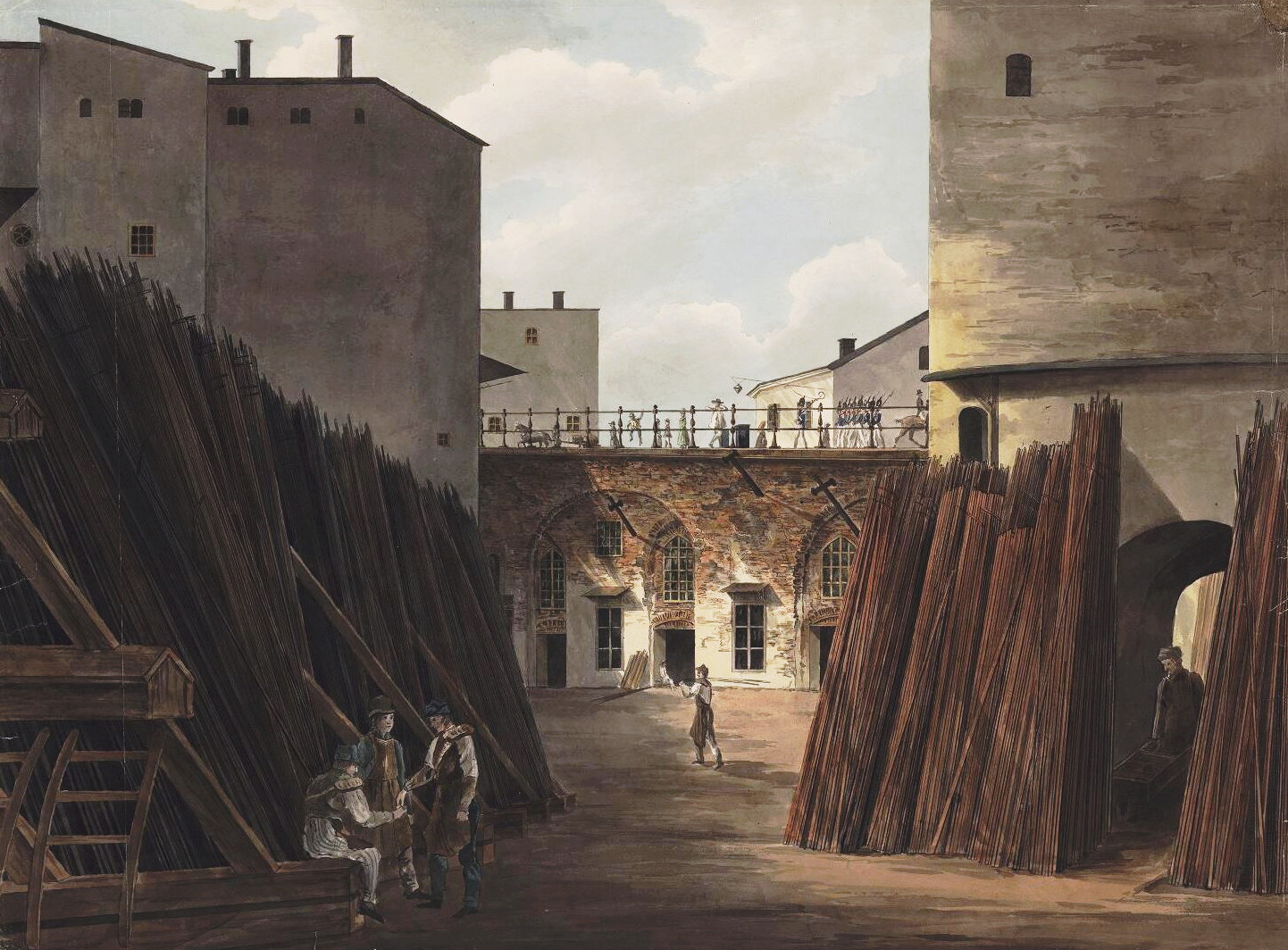
Uppställd stångjärn vid järnvågen i Järngraven, Stockholm. Illustration av Johan Fredrik Julin, 1830-tal.

Stångjärn är en form av förädlat tackjärn. Avsikten med att framställa stångjärn var att sänka kolhalten i järnet, från över fyra procent till under två procent, så att det skulle bli smidbart. Då största delen av det smidbara järnet, innan götstålsprocesserna kom till användning, fördes ut i handeln i form av stänger, var ordet stångjärn i de flesta fall förr liktydigt med "smidbart järn".
Stångjärn skulle omgå kopparen som Sveriges viktigaste exportvara i den senare hälften av 1600-talet. År 1615 exporterades det 17 100 skeppund stångjärn och 1640 hade exporten ökat till 73 700 skeppund.
Tillverkningen av stångjärnet i Tysksmedja, Vallonsmedja, Lancashiresmedja eller Franche-Comtésmedja skedde genom härdfärskning. Tackjärnet värmdes upp i en härd på en bädd av brinnande träkol under inverkan av en stark luftström som ökar förbränningen (blästerluft) och flytande slagg i bottenhärden. Detta gjorde att kolhalten i järnet reducerades. Samtidigt steg smältpunkten i det renade järnet och det bildades segare stycken – färskor – i smältan. Dessa samlades samman med ett spett, s.k. brytning. Det halvsmälta, renade, järnet lades på städet till den vattendrivna stångjärnshammaren. Under bearbetning av hammaren pressades ytterligare kol och slagg ut. Därefter delades det smälta järnet upp i fyrkantiga smältstycken, vilka åter måste värmas upp – vällas – i vällugnar, varvid bildades välljärn. Därefter smiddes eller valsades järnet till långa stänger – stångjärn.